# 开封公交
开封公交为服务于中国河南省开封市的公共汽车系统。主要运营商为开封市公共交通总公司。截至2019年3月，开封公交共运营线路58条。

## 历史

### 中华民国时期
开封市为河南省较早开始市区公共汽车运营的城市，民国22年（1933年）8月，河南省长途汽车营业部用两台雪佛兰客车经营两条线路：一条自火车站始，经邮政楼、大南门、县角、行宫角、新街口、午朝门至华北体育场；一条以东司门为起点，经南北土街、学院门、自由路、小南门、演武厅至火车站。当时票价为每公里铜元20枚，因乘客稀少，收不抵支，民国23年（1934年）停止运营。民国24年（1935年）6月曾复办，但两个月后再次停运。
民国27年（1938年）日军占领开封，之后亦开办市区公共汽车，分为东西两路：东路以北书店街为起点，经东大街、东司门、土街、自由路、小南门、演武厅至火车站；西路自火车站始，经邮政楼、大南门、县角、行宫角、寺后街至书店街。开办月余后停运。
抗日战争结束后，省长途汽车营业部于民国35年（1946年）重新开办市内公共汽车，但当年8月因第二次国共内战爆发，汽车被军队征用而停运。当月17日，长途汽车营业部临时拼凑修复两台雪佛兰客车恢复运营。民国36年（1947年），因内战期间汽油短缺，公共汽车再度停运。同年5月，因开封已被包围，长途汽车无线路可运营，营业部便将8部汽车投入市内公交运营中，仍分东西两路运营，直至民国37年（1948年）6月所有汽车再度被军队征用。

### 中国人民共和国时期
中华人民共和国成立后，开封市人民政府积极筹划恢复城市公交。1956年3月，开封市搬运公司购入两台匈牙利产伊卡鲁斯大客车，重新营办市区公共汽车。当时线路仍分东西两路：东路自火车站始，经演武厅、小南门、自由路、学院门、河道街、东司门、右司官口至北道门，全长5.3公里；西路自火车站始，经百货楼、大南门、县角、行宫角、徐府街、新街口至龙亭公园，全长7.9公里。至1963年，客车增至19台，并正式成立开封市公共汽车公司。1965年，客车增至20台，线路增加至8条。
1986年，开封公交共运营车辆93辆，1995年增加至134台。至2005年，开封公交共运营车辆365台，其中大客车218台，中巴车147台，运营线路28条，线路总长度436公里。
2011年3月，开封公交购入254台公交车，其中包括50台空调公交车，为空调车首次于开封公交运营。截至2018年，开封公交共运营车辆1237台，线路总长度685.3公里。

## 运营线路
截至2023年3月，开封公交运营有60条线路。

## 车费及支付方式
开封公交采用无人售票形式，市内公交车费均为1元。除现金投币外，开封公交还支持以下方式支付车费：
- 公交卡：持开封公交IC卡、绿城通卡、河南省内各地市发行的轩辕通卡、部分外省市支持全国交通一卡通互联互通的公交卡均可乘坐开封公交。此外，开封公交IC卡还有学生免费卡、陪同卡[6]、老年卡[7]、爱心卡[8]等优惠卡种。
- 二维码扫码乘车：至2019年3月，开封公交已全面支持扫二维码乘坐。乘客下载“汴梁通”APP并注册二维码应用后，均可使用手机扫码乘公交，并享受与刷公交IC卡同等优惠。此外，开封公交亦支持支付宝扫码乘车，但无法享受优惠[1]。

## 图集

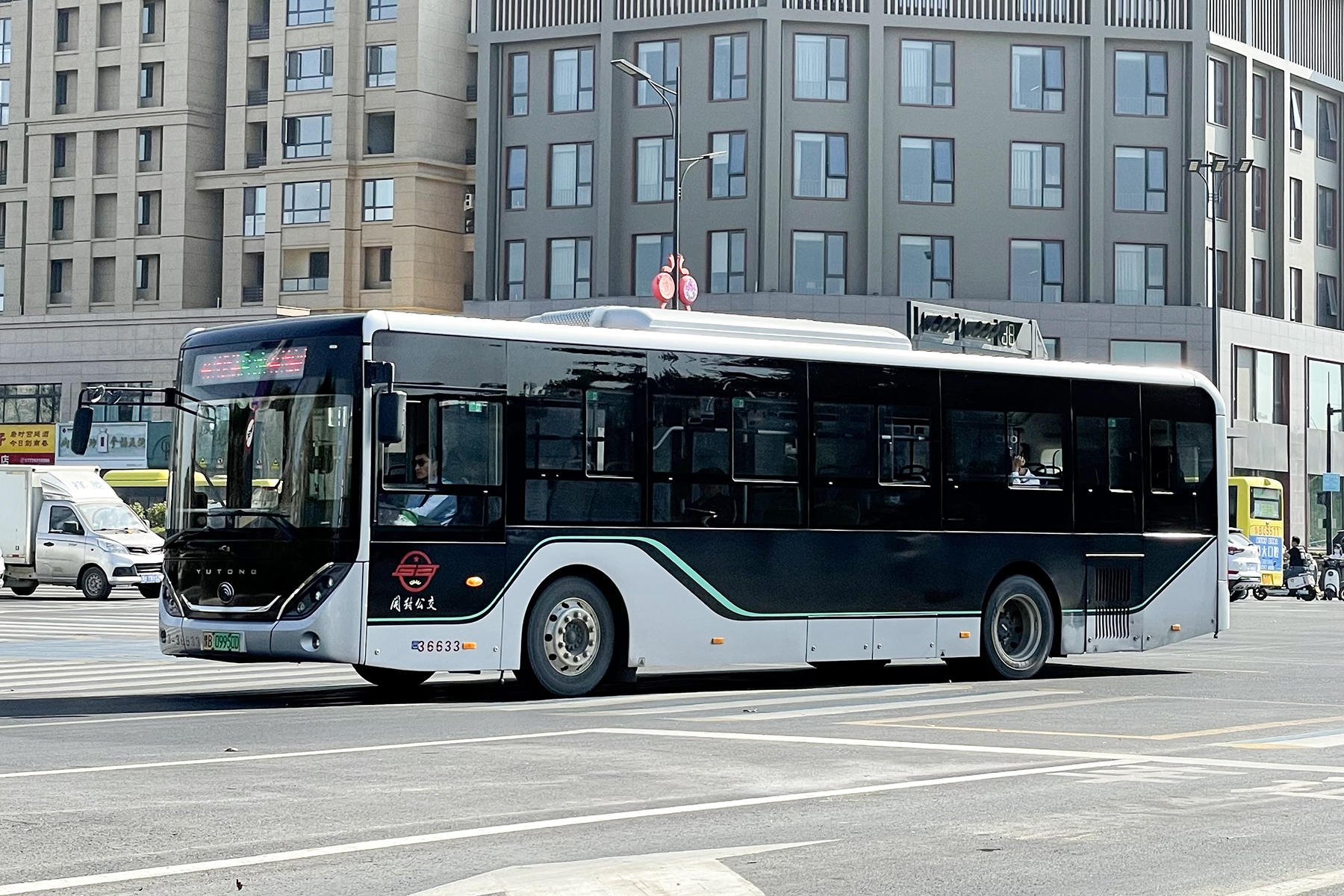
宇通E10i纯电动客车
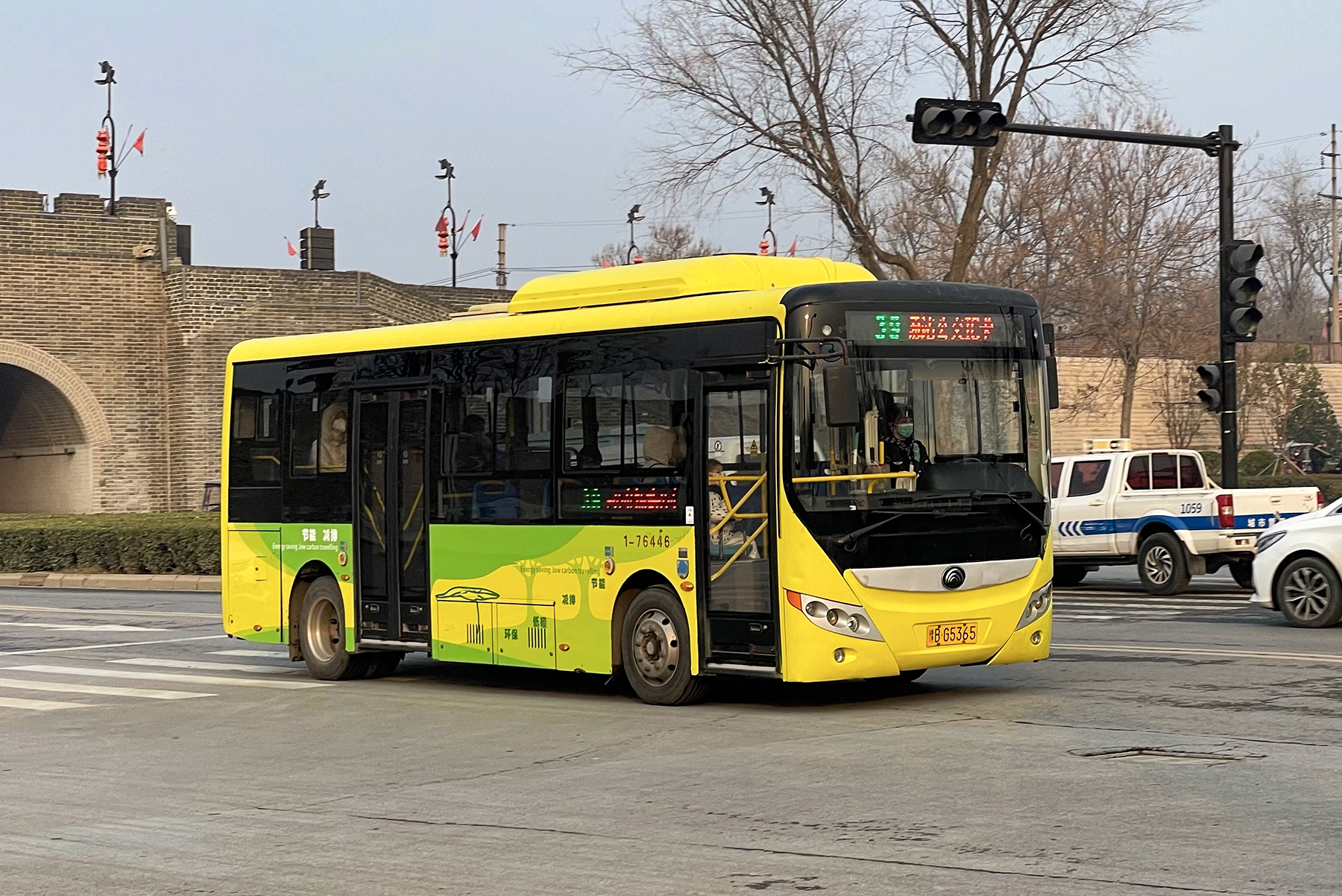
宇通E8纯电动客车
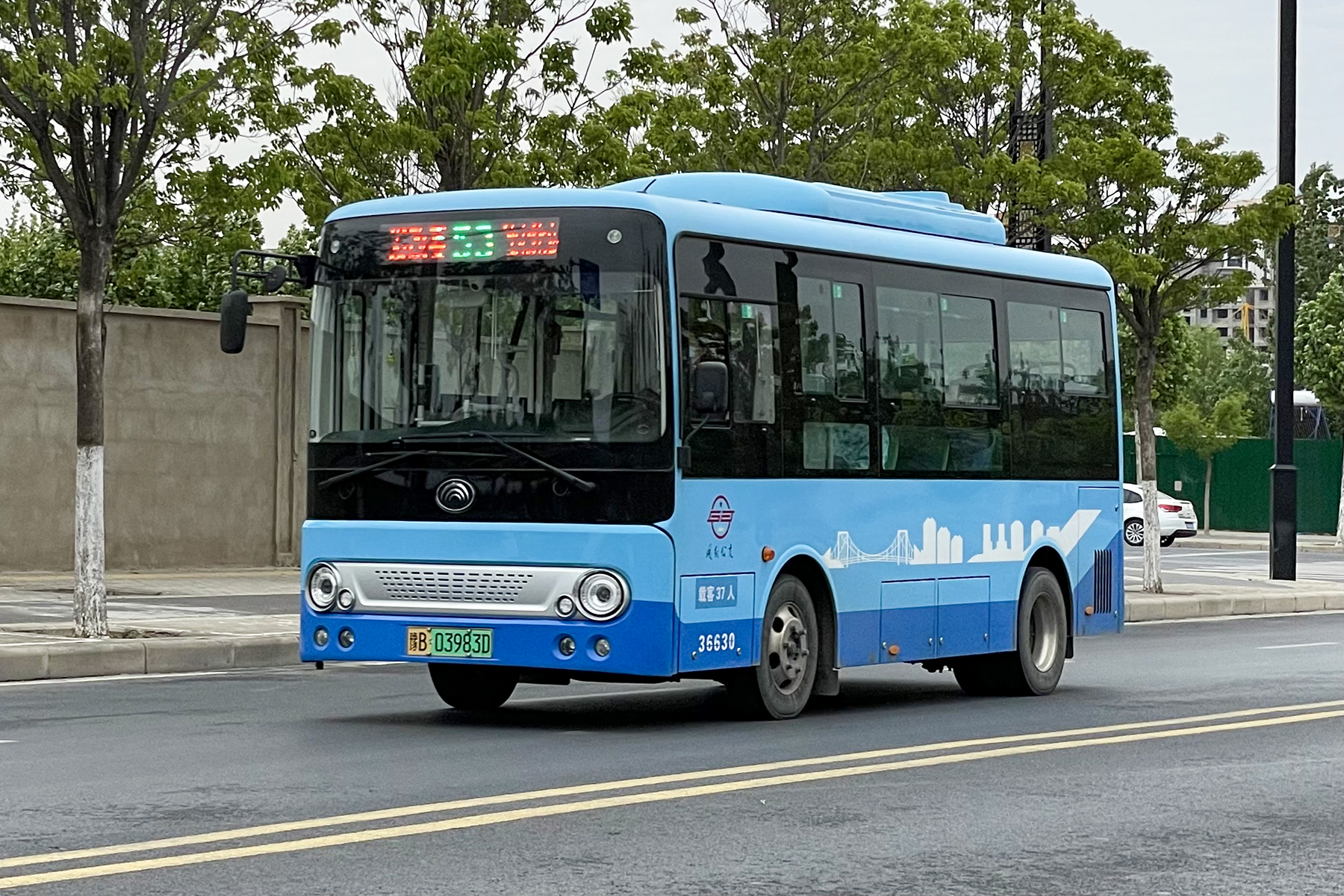
宇通E6纯电动客车
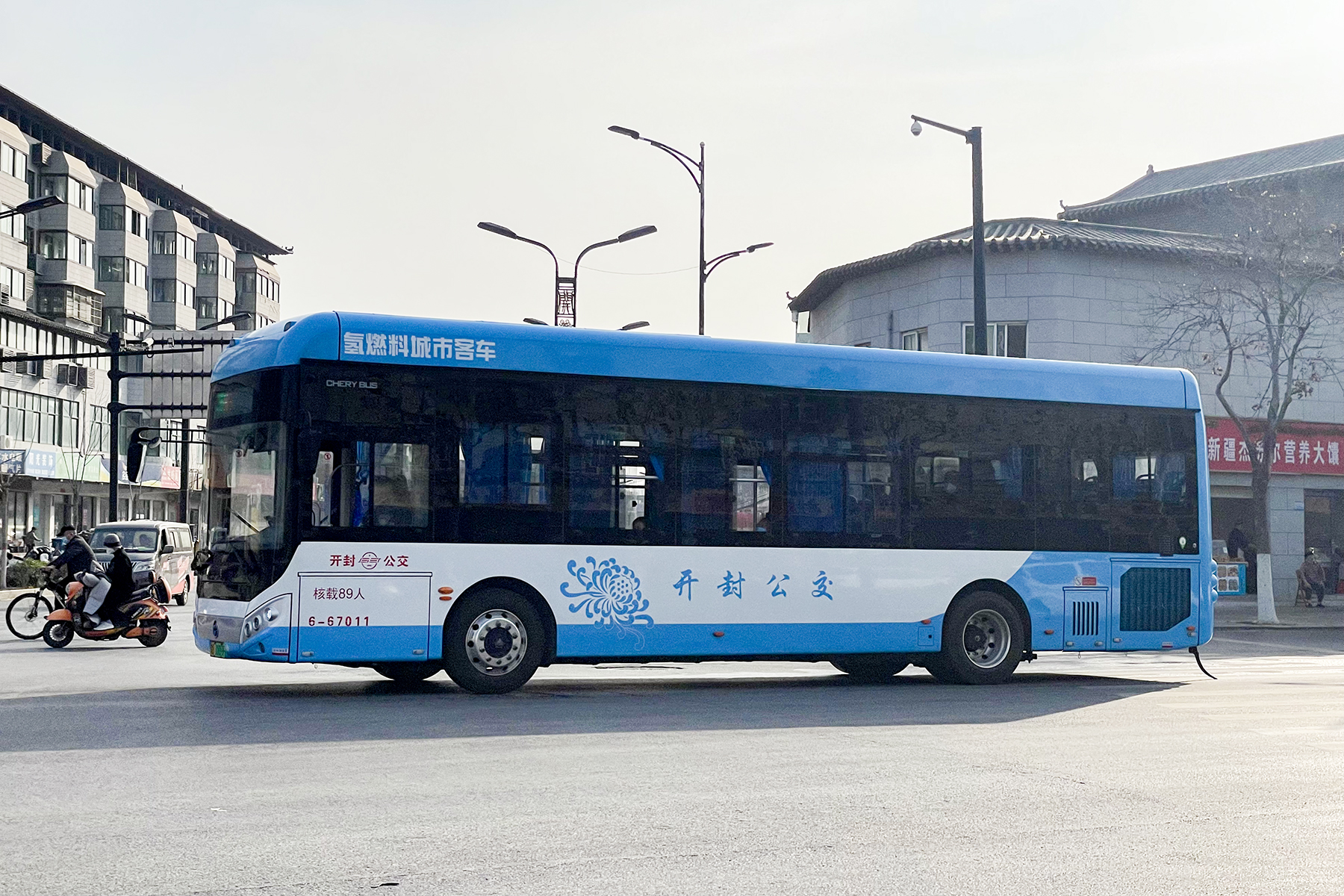
奇瑞万达氢燃料电车客车
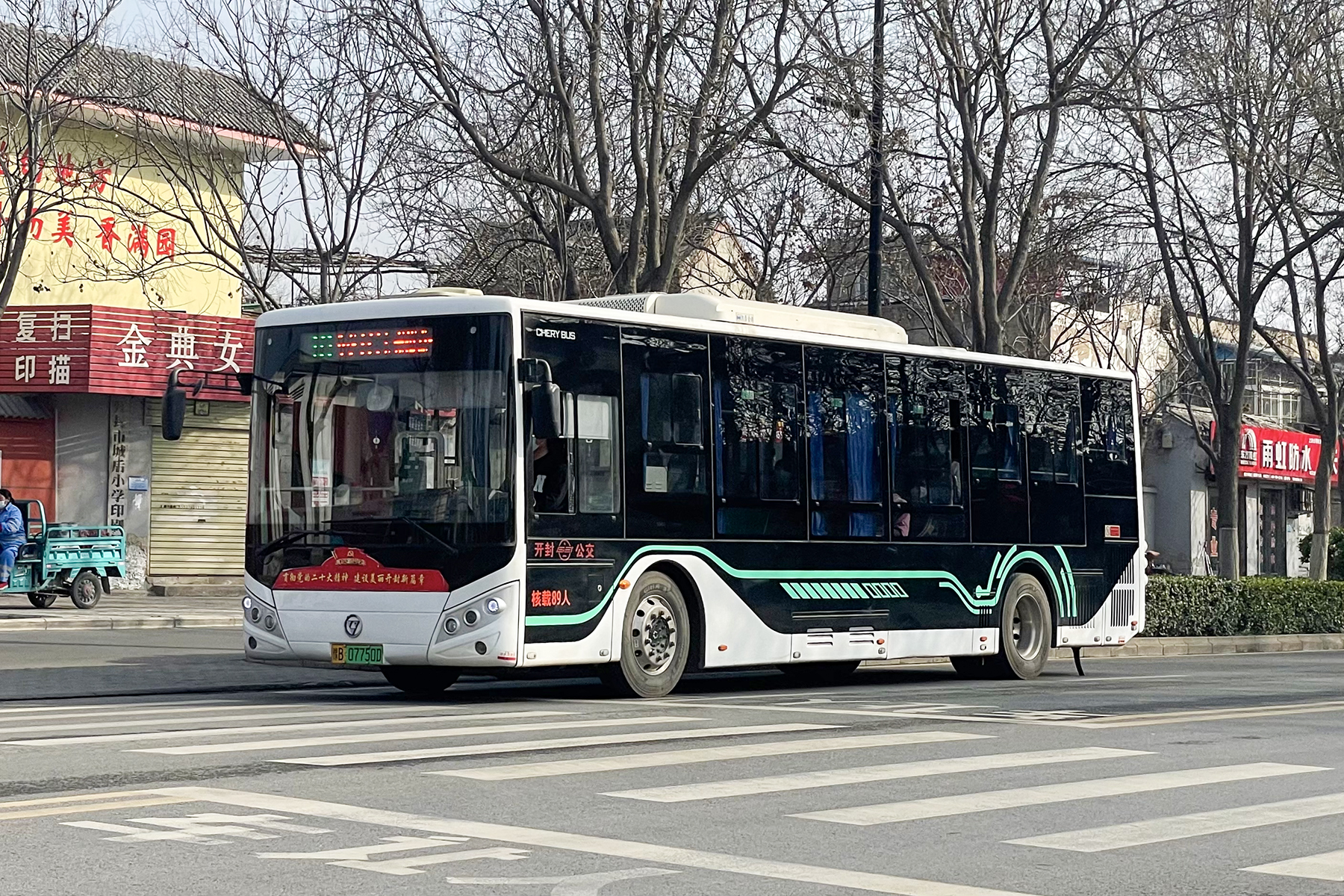
奇瑞万达WD6105BEVG15纯电动客车